# Мариновка (Шахтёрский район)
Мариновка (укр. Маринівка) — село в Шахтёрском районе Донецкой области Украины. C августа 2014 года находится под контролем самопровозглашённой ДНР.

## География
Село расположено на реке Ольховчике, в 47 километрах от райцентра, к которому ведёт автодорога местного значения. На юго-востоке от села расположен пункт пропуска на границе с Россией Мариновка—Куйбышево.

#### Соседние населённые пункты по сторонам света
С: Латышево
СЗ: Степановка (выше по течению Ольховчика)
СВ: —
З: Тараны, Сауровка
В: Дмитровка
ЮЗ: Семёновское, Григоровка, Кринички
ЮВ: Червоная Заря, Кожевня
Ю: Новопетровское (ниже по течению Ольховчика)

## История
По состоянию на 1873 год слобода Мариновка являлась центром Мариновского волости Миуского округа Области Войска Донского. В ней проживало 1181 человек, насчитывалось 185 дворовых хозяйства и 1 отдельный дом, 48 плугов, 110 лошадей, 194 пары волов, 1189 овец.
По переписи 1897 года количество жителей возросло до 1218 человек (611 мужского пола и 607 — женского), из которых 1212 — православной веры.
Великая Отечественная война 1941—1945
В конце июля 1943 года в районе сел Мариновка и Степановка шли упорные бои с участием войск СС:  танковой дивизии СС «Рейх» и танковой дивизии СС «Мёртвая голова». В результате трехдневного сражения (30 июля — 1 августа) наступление превосходящих сил Красной армии было остановлено. Однако потери войск СС были беспрецедентно высоки: дивизия «Мертвая голова» потеряла 1500 человек убитыми и раненными, дивизия «Райх» — 2800 человек.  Эти потери почти в три раза превысили потери дивизий СС в операции «Цитадель» (Курская битва). Сражение у Мариновки и Степановки стало важной страницей в истории войск СС.
Российско-украинская война 2014—н.в.
Летом 2014 года в районе населённого пункта шли ожесточенные бои между украинскими пограничниками и армией и силами ДНР.

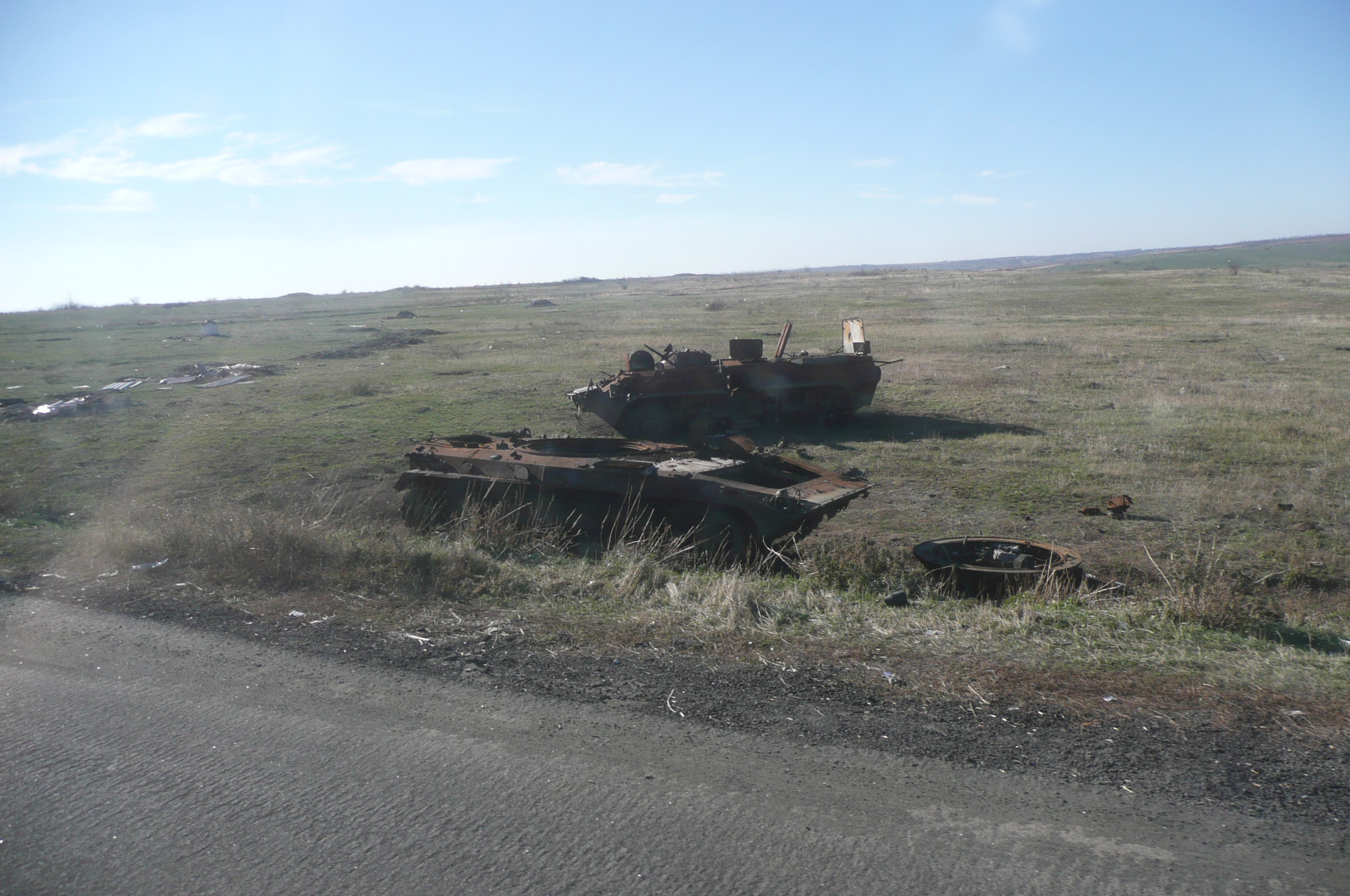
Разбитая техника возле села в 2014 году

## Население
Население Мариновки по переписи 2001 года составляло 629 человек.

## Местный совет
Село Мариновка относится к Степановскому сельскому совету.
Адрес местного совета: 86260, Украина, Донецкая область, Шахтёрский р-н, с. Степановка, ул. Ежкова, д. 97